# Государственный дом радиовещания и звукозаписи
Государственный дом радиовещания и звукозаписи (ГДРЗ) — бывшее государственное предприятие, осуществлявшее техническую часть подготовки радиопередач и звукозаписи и существовавшее с 1936 по 2019 годы.

## История

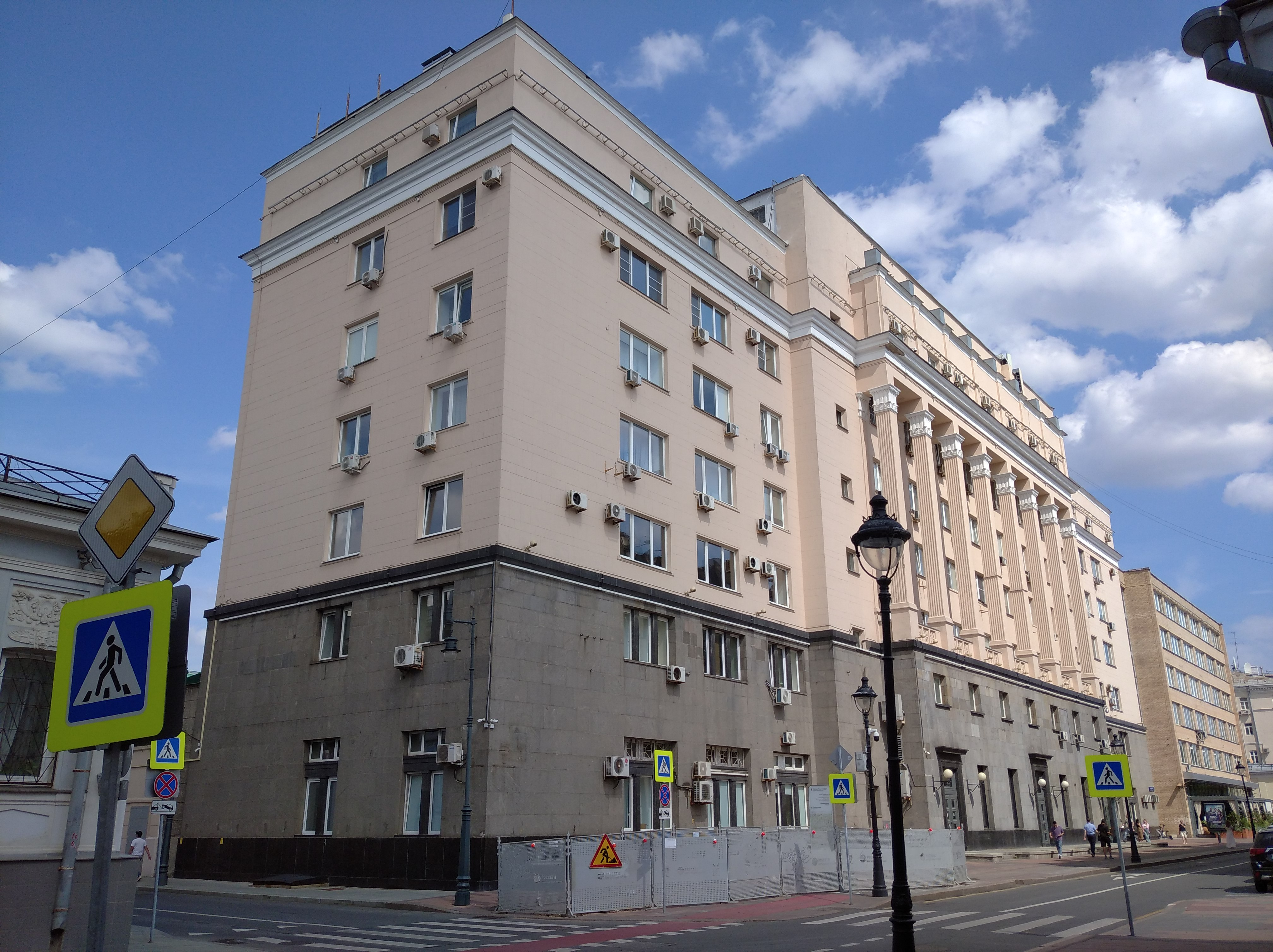
ГДРЗ в 2025 году

### Дом звукозаписи (1936—1958)
В 1931 году была создана фабрика «Радиофильм» осуществлявшая запись и монтаж радиопередач на киноплёнку, а в 1936 году был создан Дом звукозаписи (ДЗЗ), осуществлявший запись концертов и спектаклей на шеллачные диски, с 1941 года также осуществлял запись как для радио.
Изначально Дом звукозаписи планировался как фабрика по выпуску грампластинок. Семиэтажное здание в стиле «сталинский ампир» было введено в эксплуатацию 6 ноября 1938 года. В здании были оборудованы три основные студии для звукозаписи. В одной из студий были установлены специальные вращающиеся колонны, позволявшие менять акустику помещения.
С началом Великой Отечественной войны в подвале Дома звукозаписи были оборудованы помещения для радиовещания. Отсюда транслировались военные сводки, объявлялась воздушная тревога по городу Москве, отсюда в ночь с 8 на 9 мая 1945 года Ю.Б. Левитан объявил об окончании войны. После окончания Великой Отечественной войны на базе трофейной техники в Доме звукозаписи была освоена технология записи звука на магнитной пленке. Дом звукозаписи осуществлял записи как для радиовещания, так и для выпуска грампластинок. В конце 1950-х годов в его состав вошло предприятие «Радиофильм», занимавшееся созданием художественных программ для радиовещания. В 1959 году объединенное предприятие получило название Государственного Дома радиовещания и звукозаписи. Организационно оно подчинялось Государственному комитету по радиовещанию при Совете Министров СССР, который располагался в десятиэтажном здании на Пятницкой улице, 25. Часть этого здания стала техническим корпусом ГДРЗ.

### Подведомственное предприятие Гостелерадио СССР (1958—1991)
В 1958 году ДЗЗ бы передан Гостелерадио СССР и объединён с фабрикой «Радиофильм» в Государственный дом радиовещания и звукозаписи (годом раннее звукозапись для издания на дисках была выделена во Всесоюзную студию грамзаписи, переданную в 1964 году фирме «Мелодия»), собственно здание ДЗЗ стало студийным корпусом, а здание Гостелерадио СССР — техническим корпусом. В студийном корпусе осуществлялась запись радиопередач для выпуска в эфир, передаче в Гостелерадиофонд для последующей повторной выдачи в эфир, передаче фирме «Мелодия» для последующего издания на шеллачных или виниловых дисках или обмена с иностранными вещательным организациям. В техническом корпусе осуществлялась выдача в эфир записанных в студийном корпусе передач и вещание в прямом эфире Первой программы, программы «Маяк», Третьей программы, Четвёртой программы, Пятой программы (с 1980 года из АСК-3 Телевизионного технического центра им. 50-летия Октября на улице Академика Королёва, 19) и Московского радио, а также размещался административно-управленческий персонал Гостелерадио СССР, включая кабинет его председателя, административно-управленческий персонал самого Государственного дома радиовещания и звукозаписи включая кабинет его директора.
Государственный дом радиовещания и звукозаписи осуществлял радиовещание по всем программам на СССР и зарубежные страны, звукозапись всех видов и жанров; производство измерительных лент по заказам учреждений и заводов, копий магнитных записей для местного радиовещания и телевидения, тиражирование фонограмм на магнитной ленте; реставрационные работы по сохранению старых записей. ГДРЗ располагал специализированными студиями для производства записей и радиовещания из театров, концертных залов, со стадионов. В фонотеке ГДРЗ в начале 1970-х годов насчитывалось свыше 100 тысяч записей, которые использовалось фирмой «Мелодия» для выпуска грампластинок (до 1958 производство матриц грамзаписи находилось в ведении ГДРЗ). В 1965-1967 годах было расширено здание на Малой Никитской улице, к нему были пристроены большая концертная студия (объем помещения 7736 куб.м), два литературно-драматических блока, малая музыкальная студия. Объем вещания, осуществляемого Всесоюзным радио через ГДРЗ, в 1970-х годах составлял 350 часов в сутки, объем ежегодно рассылаемых магнитных записей — до 40 тысяч часов звучания.
В конце 1980-х годов началось переоборудование студий звукозаписи под нужды цифровой записи. К 1995 году в ГДРЗ насчитывалось 8 музыкальных студий и 4 речевых студии, 2 литературно-драматических блока, 60 монтажных аппаратных, реставрационный комплекс, участок тиражирования, ряд трансляционных пунктов и передвижных звукозаписывающих студий. 

### Подведомственное предприятие РГТРК «Останкино» (1992—1993)
7 мая 1992 года радиодом стал подведомственным предприятием Российской государственной телерадиокомпании «Останкино» (была создана 27 декабря 1991 года на базе Всесоюзной государственной телерадиовещательной компании, которая в свою очередь была создана на базе Гостелерадио СССР 8 февраля 1991 года), в студийном корпусе которого дочерняя организация этой телерадиокомпании стала осуществлять запись радиопередач, а в техническом корпусе телерадиокомпания стала осуществлять выпуск радиопередач предназначенных для вещания на зарубежные страны и передач радиопрограммы «Юность»).

### Самостоятельное предприятие (1993—2002)
7 сентября 1993 года Государственный дом радиовещания и звукозаписи был выведен из ведения РГТРК «Останкино» (планировалось сделать его дочерним акционерным обществом акционерного общества «Российский государственный телерадиотехнический центр „Эфир“», однако данное акционерное общество не было создано, указ Президента России от 6 октября 1995 года предписывал Правительству России преобразовать Государственный дом радиовещания и звукозаписи в государственное унитарное предприятие). 
К 1995 году в ГДРЗ насчитывалось 8 музыкальных студий и 4 речевых студии, 2 литературно-драматических блока, 60 монтажных аппаратных, реставрационный комплекс, участок тиражирования, ряд трансляционных пунктов и передвижных звукозаписывающих студий. 
В студийном корпусе осуществляли запись радиопередач такие организации как государственное учреждение "Общероссийская радиостанция «Радио 1» (до 1997 года) и государственное учреждение "Радиостанция «Орфей», в техническом корпусе осуществляли выпуск радиопередач государственное предприятие «Радиостанция «Маяк» (с 1997 года — федеральное государственное унитарное предприятие «Общероссийская государственная радиовещательная компания «Маяк»), государственное учреждение "Общероссийская радиостанция «Юность — Молодёжный канал» (в 1997 году включена в ОГРК «Маяк») и государственное учреждение "Российская государственная радиовещательная компания «Голос России», а также частные радиоорганизации (Радио Алла, Открытое радио, Радио Радонеж и Радио-101). Постановление Правительства РФ предусматривало реорганизацию радиодома в дочернее предприятие ВГТРК, однако вместо этого в 2002 году вместо него и ФГУП "Государственная телекомпания "Телеканал «Культура» (которое должно было быть учреждено самой ВГТРК) было создано дочернее предприятие ВГТРК "Государственная телевизионная и радиовещательная компания «Культура».
В 2019 году здание ГДРЗ, находящееся в государственной собственности, как «нерентабельный актив ВГТРК» было передано в использование редакции газеты «Известия» и управления делами президента РФ. Сразу после этого персонал был распущен и начался демонтаж и вывоз уникального оборудования, значительная часть из которого была утилизирована. Попытки сохранить прямое назначение Дома Радио успехом не увенчались.
“Друзья!
Я давно не публиковал новости о ситуации в ГДРЗ. Она такова.
Здание передано под офисы “Издательству Известия”. Оборудование почти все вывезено в неизвестном направлении, в том числе разобраны на части под утилизацию первый в мире цифровой микшерный пульт Neve, цифровой многодорожечный магнитофон Sony DASH, аналоговая техника.
Студия №3 пока не разобрана, но туда никого не пускают. Студия №2 разгромлена.
Студии №1 и №5 (самая большая в мире!) используются как репетиционные помещения для оркестров Ю.Башмета и В.Федосеева, оборудование в основном вывезено, запись там возможна только на портативной технике.
В коридорах и аппаратных стоит разбитая аппаратура,валяются рулоны с лентой, кассеты, провода…
Ведущие музыкальные деятели России фактически отказались выступить в защиту здания, едва услышав “Управление делами Администрации Президента”.
Попытка поднять проблему на Совете по культуре была грубо сорвана руководством ВГТРК.
В целом сбываются худшие опасения – Россия действительно выходит из высшей лиги мировой звукозаписи. При нынешнем состоянии отечественной культуры ей это не нужно.
А наши потомки будут говорить, что в России когда-то была самая большая в мире студия звукозаписи. Но ее больше нет…”

(с) Анатолий Вейценфельд, главный редактор журнала “Звукорежиссёр” 
В настоящее время здание занято различными организациями, не имеющими отношения к звукозаписывающей деятельности.

## Структура
Состоял из:
- Комплекса радиовещания и оперативных записей:
  - 60 речевых студий;
  - 40 монтажных аппаратных;
- Комплекса художественных записей:
  - Большая концертная студия;
  - Две музыкальные студии;
  - Студия для записи литературных передач;
  - Студия для записи музыкальных передач;
  - Студия для записи детских передач и малые речевые студии;
- Цеха трансляций и внестудийных записей.

Объединены в студийный корпус на ул. Малой Никитской, 24 (архитектор — А. Н. Земский) и технический корпус на ул. Пятницкой, 25